# Hannes Meyer

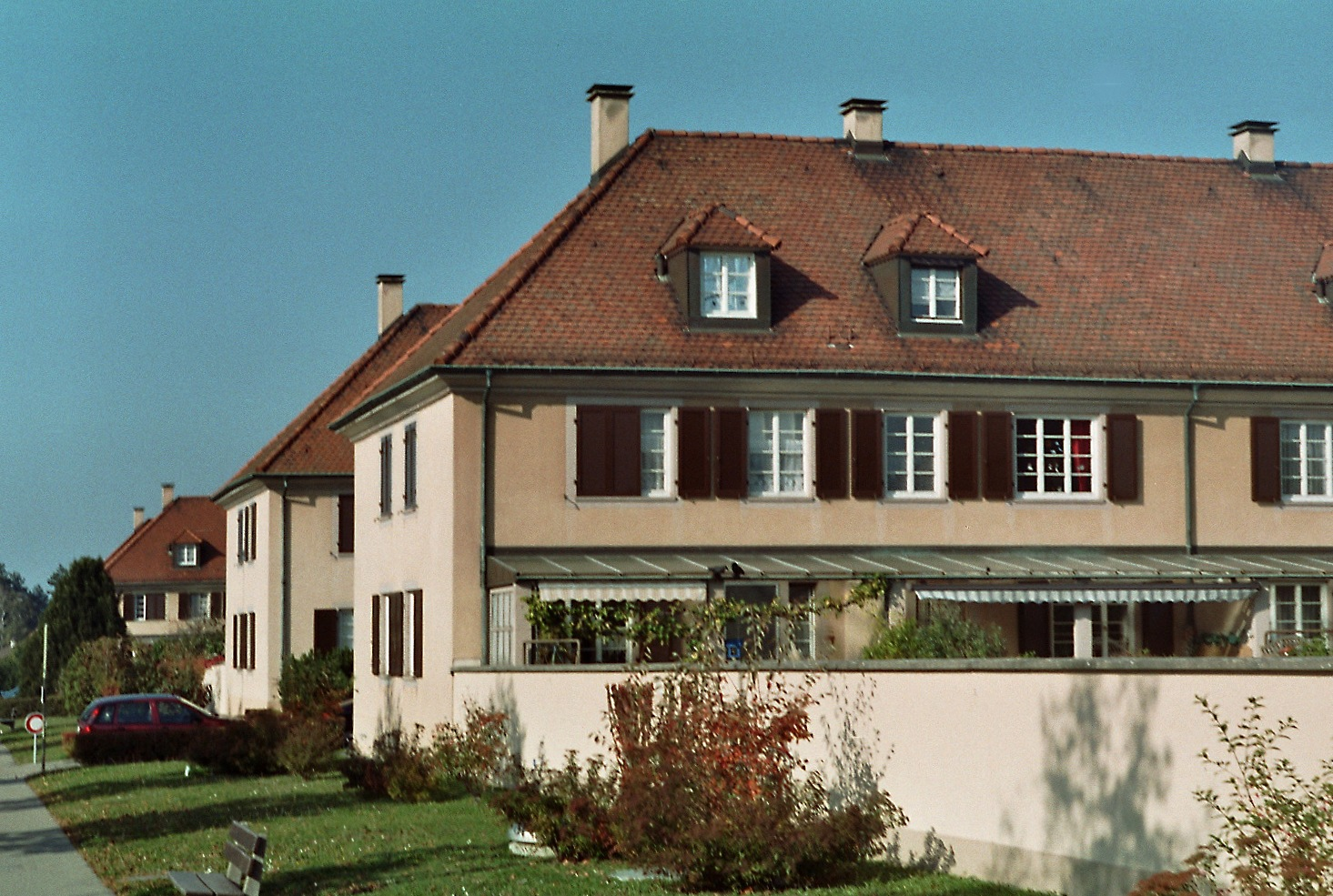
Siedlung Freidorf, bostadsområde som Meyer utformade i slutet av 1910-talet det vill säga före funktionalismens genombrott.

Hannes Meyer (Hans Emil Meyer), född 18 november 1889 i Basel, död 
19 juli 1954 i Lugano, var en schweizisk arkitekt och stadsplanerare, verksam i Schweiz, Tyskland, Ryssland och Mexiko. 
(Ej att förväxla med den tyske arkitekten Hannes Mayer (1896-1992).) 
Efter studier i Basel, Berlin och Bath (England) samt praktik på arkitektkontor i Berlin och München drev Meyer arkitektkontor i hemstaden Basel från 1919.
Tillsammans med Hans Schmidt, Mart Stam och El Lissitzky startade han tidskriften ABC Beiträge zum Bauen, som behandlade den funktionalistiska arkitekturen. 
Han var från 1927 lärare vid Bauhaus och efterträdde 1928 Walter Gropius som skolans rektor. Meyer var uttalad kommunist och marxist något som bidrog till att han avgick 1930. Han verkade därefter i Moskva där han bland annat arbetade med stadsplaneprojekt som tog sin utgångspunkt i socialistiska utopier; därtill var han professor vid arkitektskolan "W.A.S.I.". 1936 tvingades Meyer och andra utländska kommunistiska arkitekter som likt honom sökt sig till Sovjetunionen att lämna landet. Därefter var Meyer åter i Schweiz. 
Från 1939 och en tioårsperiod framåt arbetade han i Mexiko, från 1942 för den mexikanska regeringen som chef för "Instituto del Urbanismo y Planification".
Trots att han ritade relativt få byggnader spelade Meyer en mycket viktig roll för utvecklingen av den modernistiska arkitekturen under 1920- och 30-talen. Han hade en mycket radikalt funktionalistisk och rationell inställning till arkitektkonisk problemlösning. Han betraktade arkitektens verksamhet som mer social och teknisk än konstnärlig.

## Byggnader
- Wohnsiedlung Freidorf i Muttenz 1919-1921
- Petersschule i Basel 1927
- Skolbyggnad vid Allgemeiner Deutscher Gewerkschaftsbund i Bernau nära Berlin 1928-1930
- Flerbostadshus i Dessau-Törten, Dessau 1929-1930
- Genossenschaftliches Kinderheim, Mümliswil 1938-1939